# Achimenes mexicana
Achimenes mexicana là một loài thực vật có hoa trong họ Tai voi. Loài này được (Seem.) Benth. & Hook.f. ex Fritsch mô tả khoa học đầu tiên năm 1894.